# Non è mai Passato
Non è mai Passato je krátkometrážní nízkorozpočtový italský fantasy film z roku 2018, který režíroval Christian Orlandi.

## Děj
Obyčejný mladý chlapec Ludovico se dozvídá, že jeho současný život je pokračováním, reinkarnací života předešlého, který se odehrával během Napoleonských válek. Dozvídá se o úkolu, který má splnit a z roku 2018 se náhle dostává do roku 1815, kde žil v předešlém životě.

## Obsazení
| Christian Orlandi  | Ludovico          |
| Giacomo Laudato    | Lorenzo           |
| Alessandro Nannini | Michele           |
| Luca Lasiu         | Počítačový expert |
| Riccardo Maetzke   | Zaměstnanec muzea |
| Luigi Giannattasio | Profesor historie |
| Nicola Maraviglia  | Přítel Ludovica   |

## Produkce
Film se natáčel v létě roku 2017 v Toskánsku a v údolí Aosty.